# Projet Riese
Le projet Riese, en allemand : Projekt Riese, (littéralement en français : projet Géant) est le nom de code d'un projet de construction du Troisième Reich, commencé dans les Góry Sowie en 1943-45 et jamais achevé. Il s'agit d'un ensemble de sept complexes militaires souterrains situé en Basse-Silésie, anciennement en Allemagne, aujourd'hui en territoire polonais.

## Histoire
À la suite de l'augmentation des raids aériens alliés, l'Allemagne nazie a déplacé une grande partie de sa production d'armes stratégiques dans les Sudètes, région considérée comme sûre par les Allemands. En septembre 1943, fut inauguré un projet de construction d'un quartier général pour Hitler dans le château Fürstenstein (Książ) et d'usines souterraines dans les Góry Sowie. À cet effet, la Schlesische Industriegemeinschaft AG (compagnie industrielle de Silésie) fut fondée à l'automne 1943, avec son siège situé à Jedlina-Zdrój. 
Les plans prévoyaient l'adaptation du château Fürstenstein, la création d'un complexe en dessous du château et la construction de tunnels et de grandes salles souterraines à plusieurs endroits dans les Góry Sowie. Les roches de cette montagne furent percées et des cavernes furent créées à l'aide d'explosifs, le tout étant renforcé par des structures en acier. Ensuite, un réseau de routes, de chemins de fer, de conduites d'eau, d'électricité et de lignes téléphoniques devaient être mis en place. Des spécialistes des mines furent employés, principalement des Allemands, Italiens, Ukrainiens et des Tchèques mais surtout des travailleurs forcés (principalement des Polonais et des Russes) et des prisonniers de guerre (des Italiens et des Russes). En novembre 1943, des camps de travail ont été établis à Jedlinka, Głuszyca Górna, Walim et Kolce.
En avril 1944, à cause de progrès peu satisfaisant du projet, la supervision du chantier fut transférée à l'Organisation Todt basée à Jedlina-Zdrój. Les prisonniers des camps de concentration voisins furent assignés à ce travail forcé. Ils furent déployés dans treize camps et un hôpital dans le voisinage des complexes. 
Le réseau de ce camp a été nommé Arbeitslager Riese et faisait partie du camp de concentration de Gross-Rosen. L'administration de cet Arbeitslager Riese et le camp du commandant (SS-Hauptsturmführer Albert Lütkemeyer) étaient situés à AL Wüstegiersdorf. De décembre 1944 à janvier 1945, les prisonniers furent gardés par 853 soldats SS. 
Selon des données incomplètes, au moins 13 000 prisonniers ont travaillé pour ce projet, la plupart ont été transférés depuis le camp de concentration d'Auschwitz.
Les documents permettent l'identification de 8 995 prisonniers. Tous étaient juifs, 70 % de Hongrie, le reste de Pologne, Grèce, Roumanie, Tchécoslovaquie, Pays-Bas, Belgique et Allemagne. Ils ont foré des tunnels dans la montagne, construit des routes et des voies de chemin de fer, transporté  des matériaux de construction. La mortalité était très élevée à cause des maladies, de la malnutrition, de la fatigue, des travaux souterrains dangereux et des mauvais traitements infligés par les gardes allemands.
Le nombre total estimé de victimes est de 5 000.
L'armée rouge et l'armée polonaise sont arrivées dans la région en mai 1945. Après la guerre, les complexes furent démantelés et tous les équipements et matières premières furent réutilisés. En effet, ceux-ci étaient de grande valeur dans un pays en ruine ayant subi six ans de guerre.
Il semble que le château Fürstenstein et ses environs immédiats étaient préparés pour recevoir le quartier général principal d'Hitler même si aucune preuve concrète ne valide pour l'instant cette hypothèse. Le but de ces complexes souterrains n'a jamais pu être déterminé. Selon les experts, l'hypothèse la plus probable est que ces complexes étaient destinés à la production d'armes de guerre. Aucun de ces complexes n'a pu être achevé. Ils étaient tous dans un degré différent de finition et seulement une faible partie avaient été renforcés par du béton, à part le complexe de Fürstenstein (Książ). 
Actuellement, ces complexes souterrains sont visités par de nombreux touristes et connaisseurs de l'histoire militaire. La plus grande partie du système souterrain est fermée pour risque d'éboulements. Les complexes Rzeczka (Walim), Włodarz and Osówka sont ouverts aux visiteurs.

## Mythes, légendes et réalité autour du projet Riese
Après l’arrivée de l’Armée rouge dans la région en mai 1945, les Allemands qui y vivaient en furent expulsés, comme dans l’ensemble de la Basse-Silésie. Ils furent remplacés par de nouveaux arrivants polonais qui ne savaient rien de ce qui s’y était passé pendant la guerre. Beaucoup de questions concernant le complexe restaient sans réponse, ce qui favorisa le développement de différents mythes, d’autant plus que la zone restera contrôlée par l’armée pendant plusieurs années et que le réseau de tunnels et d’abris est certainement beaucoup plus étendu que ce qui a été découvert et dégagé jusqu’ici. Certains de ces mythes et de ces légendes n'ont aucun fondement sérieux, mais d'autres peuvent comporter un élément de vérité ou pourraient même se révéler exactes :
- la SS y aurait assassiné environ 20 000 prisonniers qui seraient enterrés en un lieu aujourd’hui inconnu ;
- le réseau abriterait des armes chimiques ou bactériologiques, ou même nucléaires : on y aurait extrait de l’uranium, 120 savants atomistes danois et norvégiens y auraient travaillé ;
- il y aurait eu un centre de recherche secret près de Waldenburg où un avion de combat secret (le V-7) aurait été développé ;
- le réseau aurait abrité des chaînes de construction de V-1 et de V-2.

Diverses rumeurs concernent l'existence de trésors et archives cachés :
- le château de Czocha contiendrait des archives de l’Abwehr, y compris des documents d’agences de contre-espionnage françaises  ;
- le réseau contiendrait des trésors cachés : pièces de musée, lingots d’or (notamment l’or disparu à Brelau), objets ayant appartenu à la richissime famille von Schaffgotsch (en) de Silésie, œuvres d’art volées ou extorquées un peu partout en Europe occupée. La célèbre chambre d’ambre serait même cachée sous le château de Bolkow ou sous celui de Fürstenstein.

Plusieurs hypothèses expliqueraient la présence d'œuvres d’art, d'archives, d'or et autres trésors :
- un convoi de camion encadré par la SS aurait disparu dans les montagnes proches de Wüstewaltersdorf ;
- un train blindé aurait disparu quelque part entre Freiburg et Waldenburg. À moins qu’il ne s’agisse de deux trains différents.

Une organisation secrète allemande détiendrait de nombreux secrets concernant le Projet Riese, y compris son objectif véritable. Celle-ci pourrait être liée aux unités de résistance clandestine Werwolf, à des survivants du SD, le service de renseignements de la SS ou au mouvement secret « Freies Deutschland » (« Allemagne libre »). Elle serait liée à des assassinats de personnes détenant des informations et susceptibles de les transmettre à l’occupant et à différentes explosions nocturnes dans les montagnes destinées à provoquer des éboulements pour masquer l’entrée de tunnels.
Une source majeure d’informations tronquées, de demi-vérités et de pures inventions provenaient d’Anthon Dalmus officier de l’armée allemande stationné à Jedlina-Zdrój (alors Chalottenbrunn), dans le district de Wałbrzych depuis 1940.

## Existence d’un train caché
En août 2015, un Allemand (Andreas Richter) et un Polonais (Piotr Koper) affirmaient avoir localisé un train long de 120 à 150 mètres dans un tunnel situé sous ou à proximité d'une voie ferrée proche du château de Ksiaz, dans le District de Wałbrzych. Une personne qui avait participé à l’opération leur aurait fourni des indications peu avant sa mort. Ils avaient alors réalisé une photo (plutôt floue) du train prise par un radar à pénétration de sol (ou géoradar) et ont dévoilé aux autorités polonaises l’emplacement exact après s’être assurés de recevoir, comme le prévoit la loi polonaise, 10 % de la valeur éventuelle de la découverte,,,. Toutes sortes d'hypothèses étaient émises sur le contenu de ce train hypothétique : de l'or, des métaux précieux, des œuvres d'art, des blindés, des armes chimiques, des documents secrets, ou même la Chambre d'ambre disparue du palais Catherine à Tsarskoïe Selo.
Une unité de l'armée polonaise vint examiner le site en octobre 2015 en utilisant des radars à pénétration de sol. Lors de la conférence de presse de présentation des résultats en décembre 2015, le professeur Janusz Madej de l'Académie des mines de Cracovie déclara qu'il y avait peut-être un tunnel, mais pas la moindre trace d'un train. Ces arguments n'ont convaincu ni Richter et Koper, ni plusieurs habitants de Walbrzych, ni divers chercheurs de trésor. En mars 2016, ils entamaient des discussions avec la compagnie de chemin de fer polonaise Polskie Koleje Państwowe (PKP) pour examiner la possibilité de réaliser des fouilles sans gêner la circulation des trains.
Les fouilles ont lieu en août 2016 mais échouent : l'irrégularité repérée au radar serait en fait une couche d'argile créée par un ancien glacier.

## Galerie

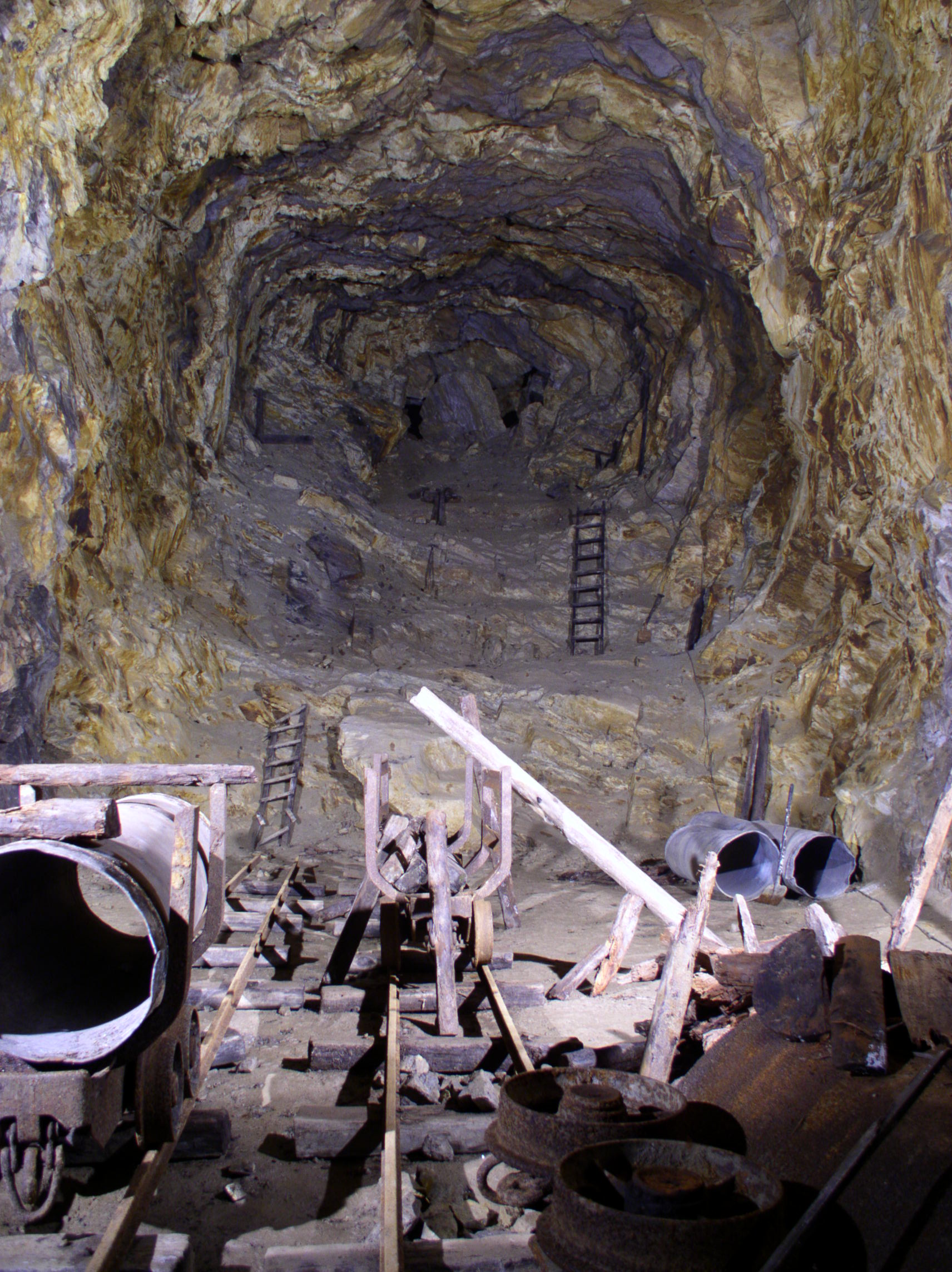
Complexe de Rzeczka
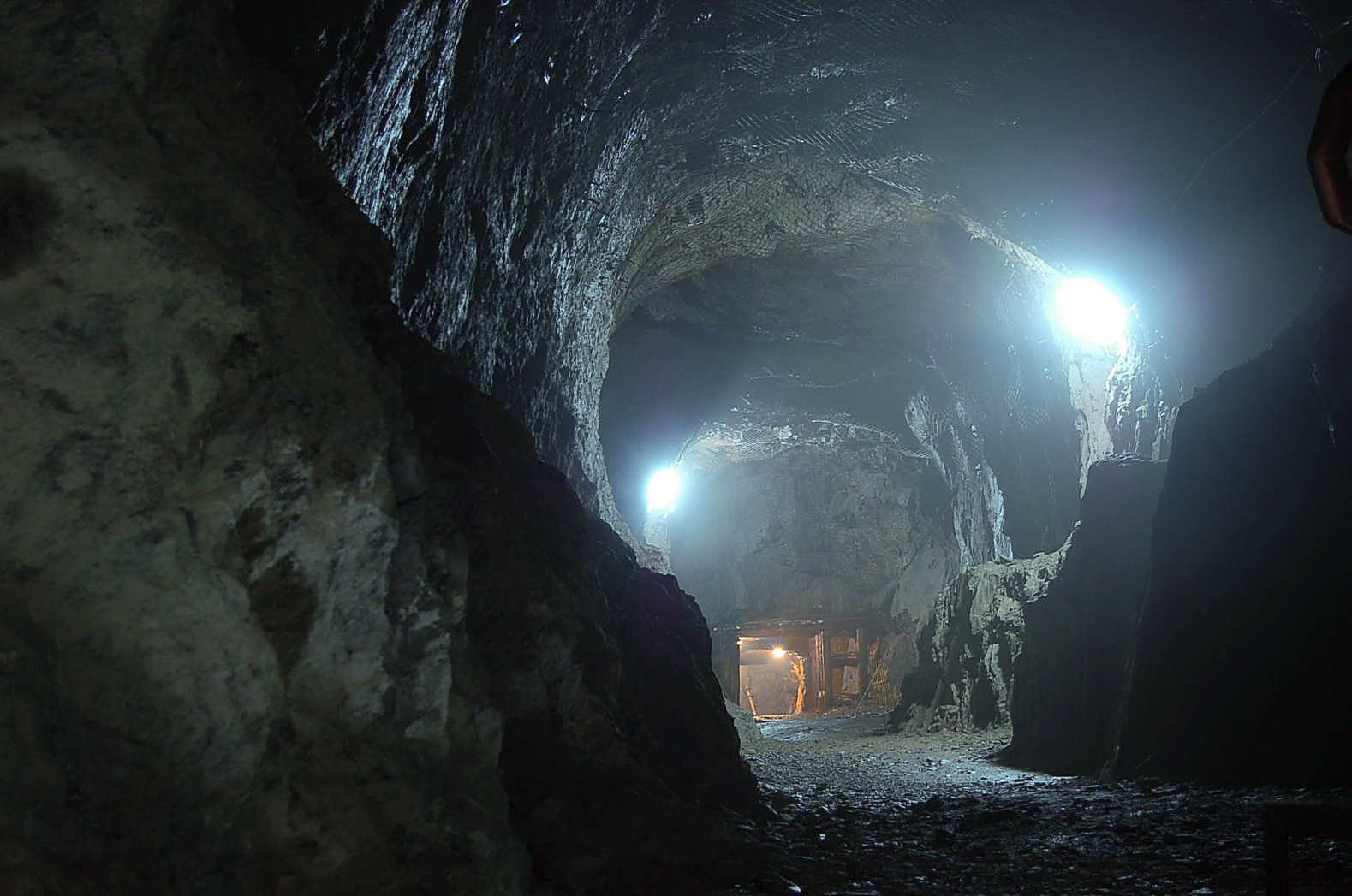
Complexe d'Osówka
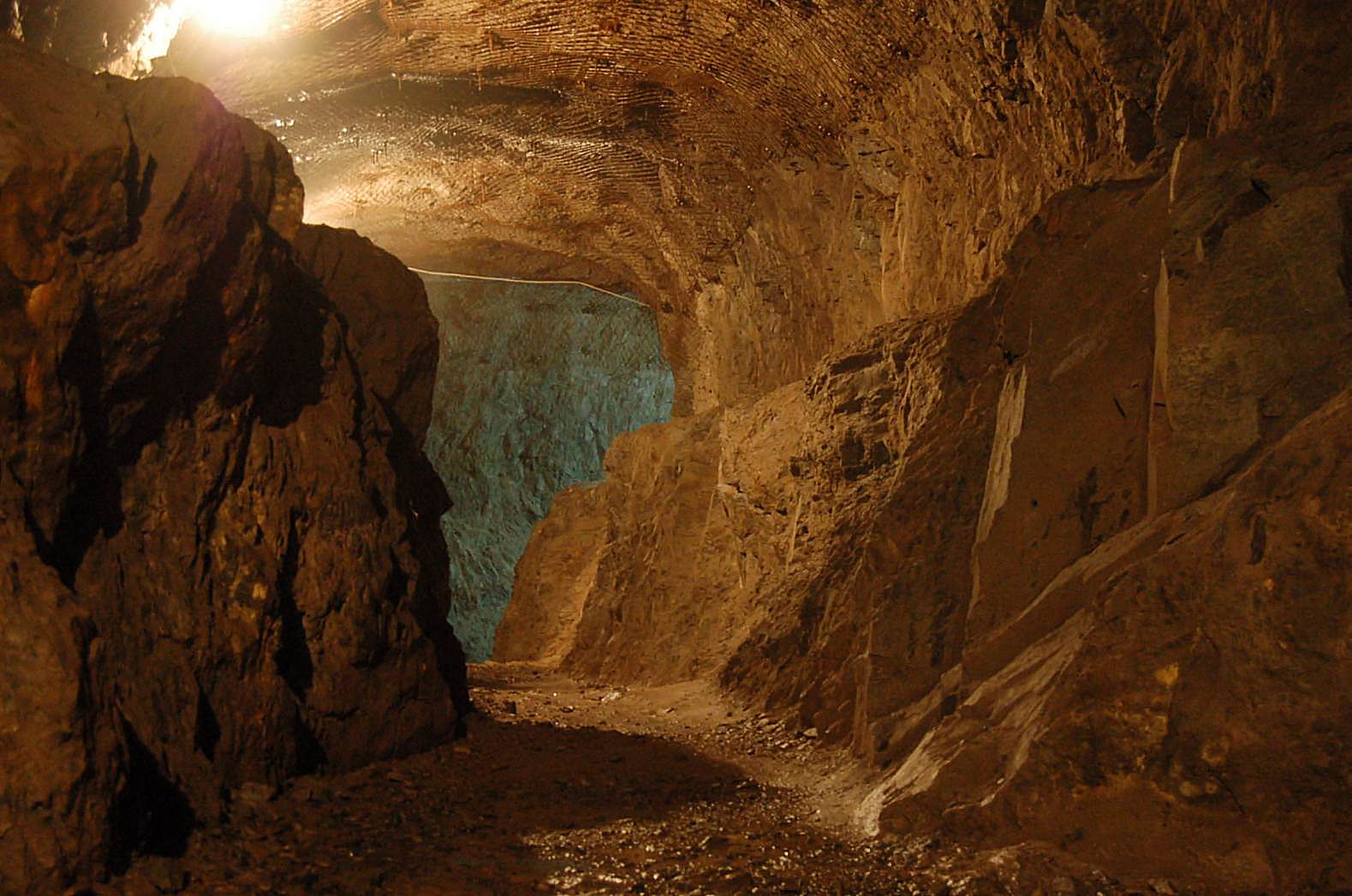
Complexe d'Osówka
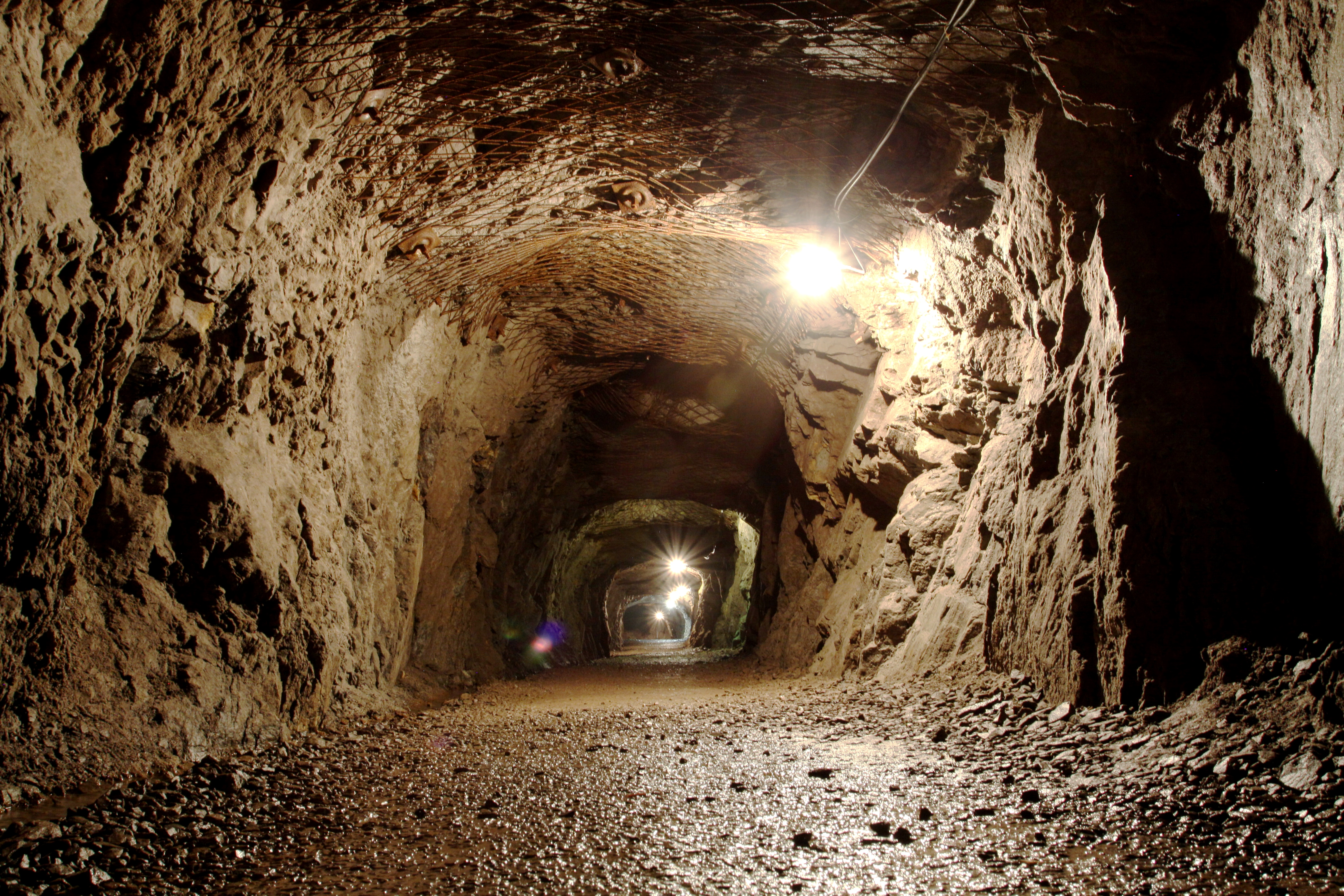
Complexe d'Osówka
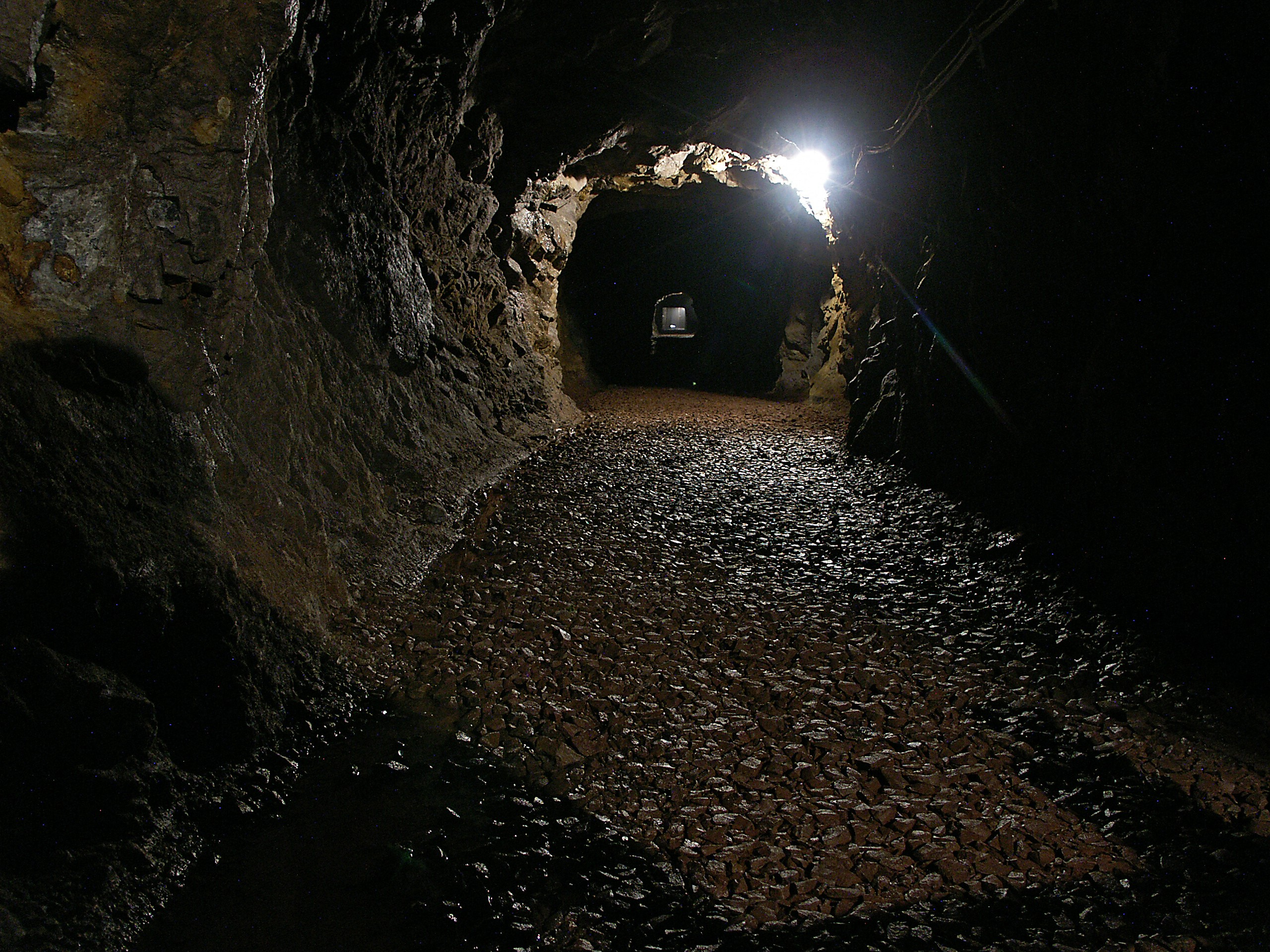
Complexe de Włodarz
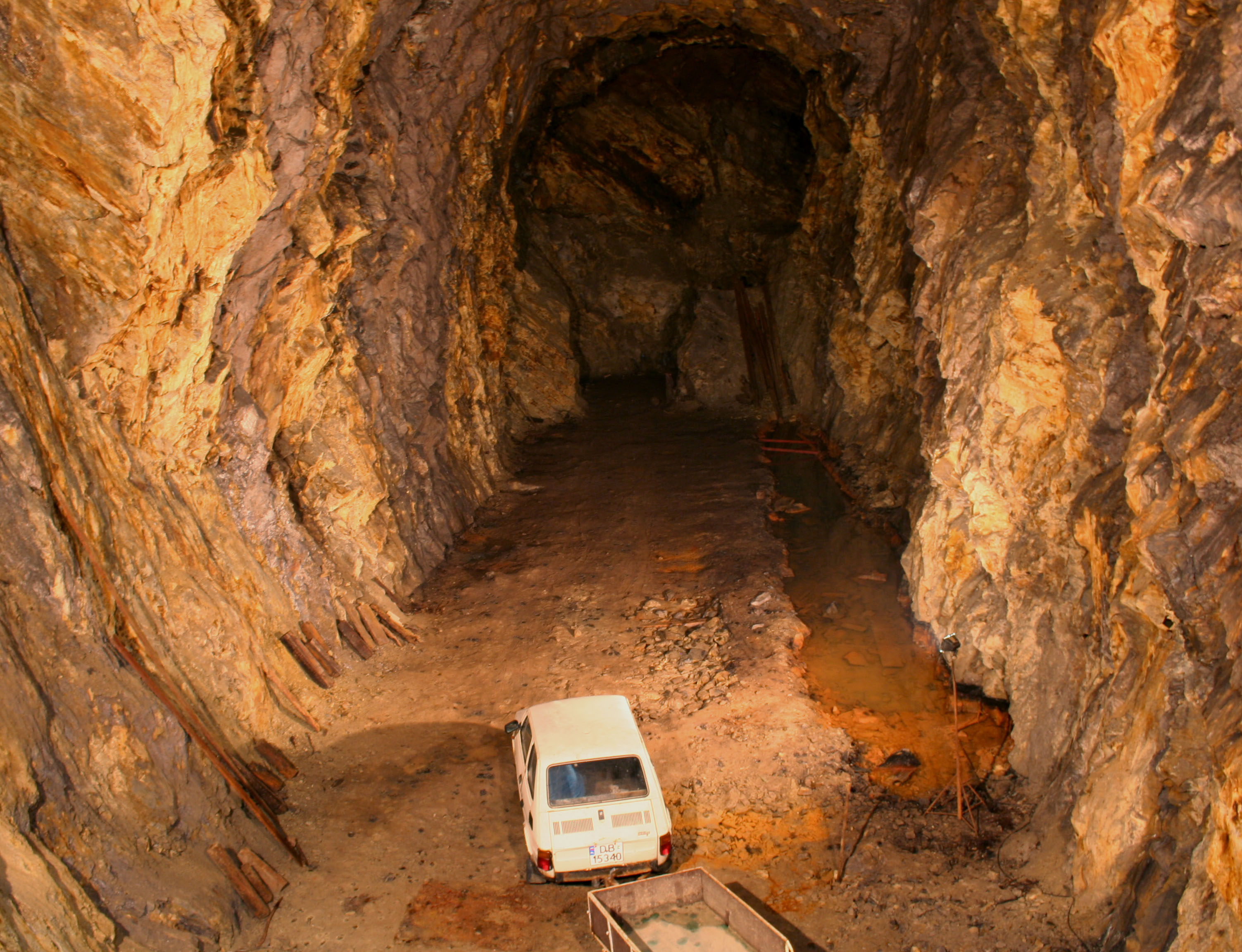
Complexe de Rzeczka
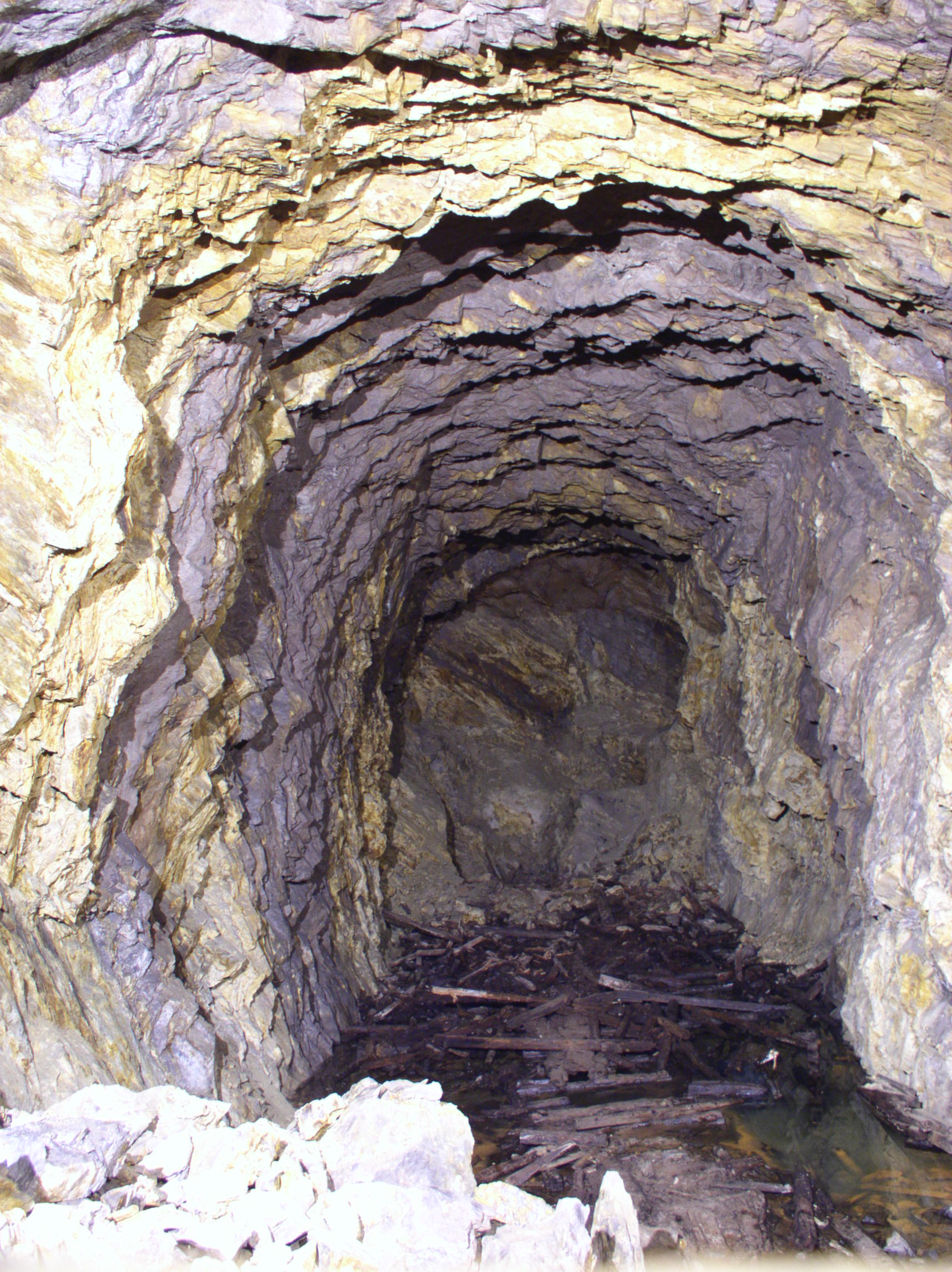
Complexe de Rzeczka
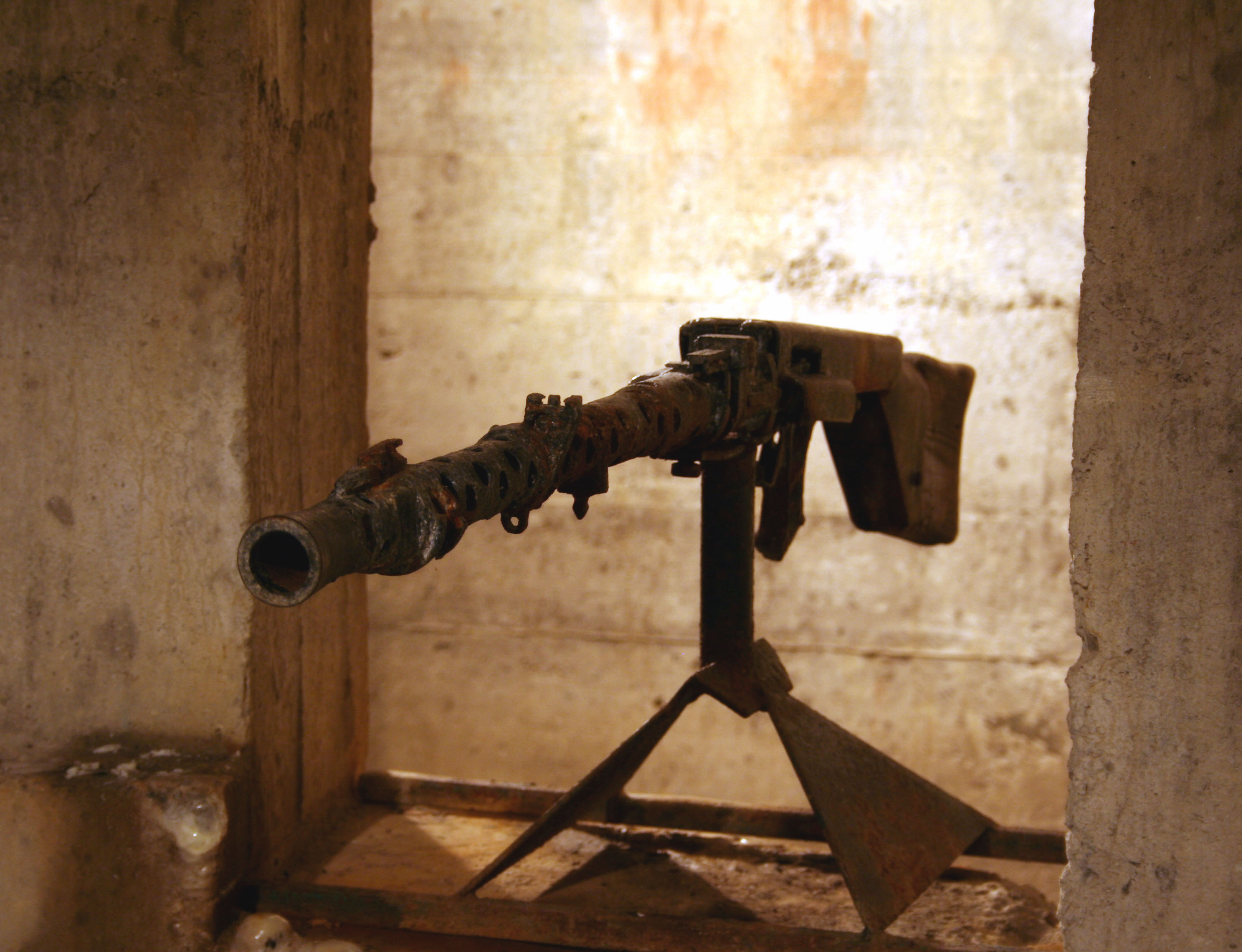
Complexe de Rzeczka

## Liste des camps de travail du projet Riese
| Noms allemands              | Noms polonais (localités) |
| --------------------------- | ------------------------- |
| AL Dörnhau                  | Kolce                     |
| AL Erlenbusch               | Olszyniec                 |
| AL Falkenberg               | Sokolec                   |
| AL Fürstenstein             | Książ                     |
| AL Kaltwasser               | Zimna Woda                |
| AL Lärche                   | Glinica                   |
| AL Märzbachtal              | Marcowy Potok (Glinica)   |
| AL Sauferwasser             | Kłobia (Osówka)           |
| AL Schotterwerk             | Głuszyca Górna            |
| AL Tannhausen               | Jedlinka                  |
| AL Wolfsberg                | Włodarz                   |
| AL Wüstegiersdorf           | Głuszyca                  |
| AL Wüstewaltersdorf         | Walim                     |
| AL Zentralrevier Tannhausen | Jedlinka                  |